# Hustler
Hustler és una revista pornogràfica mensual dels Estats Units publicada per (Larry Flynt Publications), a més d'una productora de pornografia i una gran empresa. A més comercialitza la seva pròpia col·lecció de roba, accessoris i productes eròtics, i té botigues i clubs Hustler per diferents punts dels Estats Units, a més d'un casino i Hustler TV. La revista Hustler és considerada la revista més dura de totes les del seu gènere i és una de les tres revistes porno més famoses i venudes als Estats Units, juntament amb Penthouse i Playboy.